# Jean Rousset
Jean Rousset (Ginevra, 20 febbraio 1910 – Ginevra, 15 settembre 2002) è stato un critico letterario e francesista svizzero appartenente alla cosiddetta "Scuola di Ginevra" di critica letteraria.
Si interessò della letteratura francese e, in particolare, della letteratura barocca del tardo Rinascimento e dei primi anni del XVII secolo.

## Biografia
Jean Rousset ottenne una laurea in legge all'Università di Ginevra (1932), dove in seguito studiò sotto Albert Thibaudet e Marcel Raymond e ne ottenne un'altra in letteratura (1938).  Dopo essere stato lettore di letteratura francese nelle città di Halle e Monaco, divenne professore all'Università di Ginevra, dove insegnò la letteratura francese dal 1953 al 1976. La sua tesi sulla letteratura francese del periodo barocco, pubblicata sotto il titolo La Littérature de l'âge baroque en France: Circé et le paon, ottenne un immenso successo critico. Fu uno dei primi ad utilizzare il termine "barocco" -che fino a quel momento era stato utilizzato esclusivamente nella storia dell'arte- nell'ambito letterario. Con i simboli della maga Circe e dell'ornamentale pavone (paon) e seguendo l'analisi della storia dell'arte di Heinrich Wölfflin, Rousset esplorò il movimento, l'instabilità, l'ostentazione, la decorazione e la metamorfosi nelle opere teatrali, nei romanzi e nella poesia del periodo. Sarebbe ritornato al medesimo argomento nell'opera L'Intérieur et l'extérieur: essais sur la poésie et le théâtre au XVIIe siècle.
Nel lavoro del 1963, Forme et signification, esplorò nuove alternative teoretiche; Jacques Derrida lo definì come una delle principali opere del primo Strutturalismo. Distanziandosi dall'approccio fenomenologico dei suoi amici e associati, Georges Poulet e Jean-Pierre Richard, Rousset si concentrò sugli elementi formali come la struttura narrativa nella determinazione di un significato dell'opera. Avrebbe continuato l'approccio formale e narratologico nel Narcisse romancier: essai sur la première personne dans le roman (che analizza il ruolo della narrazione in prima persona nei romanzi) e nel Le Lecteur intime. In questo modo il suo lavoro di questo periodo ha diversi punti in comune con l'opera di Gérard Genette.
I suoi successivi lavori di teoria e critica furono comunque meno indirizzati ad un approccio puramente strutturale. Il suo Leurs yeux se rencontrèrent: la scène de première vue dans le roman indaga il topos dell'amore a prima vista all'interno dei romanzi. Il suo ultimo libro, Dernier regard sur le baroque, fu una valutazione finale della teoria e dei dibattiti teoretici concernenti il periodo barocco.
È sepolto a Ginevra nel cimitero di Plainpalais.

## Opere
- La Littérature de l'âge baroque en France: Circé et le Paon (1953), trad. di Laura Xella, La letteratura dell'età barocca in Francia: Circe e il pavone, Bologna: Il mulino ("Collezione di testi e di studi"), 1985
- Forme et signification, essais sur les structures littéraires de Corneille à Claudel (1963), introduzione e trad. di Franco Giacone, Forma e significato: le strutture letterarie da Corneille a Claudel, Torino: Einaudi ("PBE" n. 263), 1976
- L'Intérieur et l'extérieur: essais sur la poésie et le théâtre au XVIIe siècle (1968) (su Jean de Sponde e Jean de La Ceppède)
- Narcisse romancier: essai sur la première personne dans le roman (1972)
- Le mythe de Don Juan (1976), trad. di Armando Marchi, Il mito di Don Giovanni, Parma: Pratiche ("Le forme del discorso" n. 19), 1978
- "Leurs yeux se rencontrèrent" : la scène de première vue dans le roman (1981)
- Le Lecteur intime, de Balzac au journal (1986)
- Anthologie de la Poésie baroque française (1988)
- Passages, échanges et transpositions (1990)
- Dernier regard sur le baroque suivi de Le geste et la voix dans le roman (1998)
- L'aventure baroque (a cura di Michel Jeanneret, 2006)

## Distinzioni
- 1995 Laurea Honoris Causa in lingue e letterature straniere, Università Ca' Foscari di Venezia[1].
- 1983 Premio della Città di Ginevra[2]. Come tutti i laureati di questo premio è sepolto al Cimetière des Rois di Plainpalais.
- 1983 Premio della Fondazione Adolphe Neuman.
- Membro dell'Accademia Nazionale dei Lincei.
- Membro dell'Académie royale de langue et de littérature de Belgique[3].